# زورقک سولی
زورقک سولی (نام علمی: Cymbium souliei) نام یک گونه از سرده زورقک‌ها است.